# تل العطشان
تل العطشان قرية سورية تتبع ناحية الجوادية في منطقة المالكية التابعة لمحافظة الحسكة. بلغ عدد سكانها 1203 نسمة عام 2004.
تقع على بعد 10 كم تقريبا إلى الغرب من مدينة الجوادية.